# Dutch Bros. Coffee
A Dutch Bros Inc., originalmente designada por Dutch Bros., é uma cadeia de café drive-thru de capital aberto nos Estados Unidos. Fundada em 1992 por Dane e Travis Boersma, está sediada em Grants Pass, Oregon, com locais de propriedade da empresa e franchisados localizados principalmente no oeste dos Estados Unidos, embora a empresa se tenha expandido até Davenport, na Flórida.

## Modelo de negócio
A Dutch Bros opera como uma cadeia. A grande maioria das suas lojas são bancas drive-thru. Cada loja vende bebidas quentes e frias, incluindo opções sem café, e uma seleção de produtos de pastelaria.
A empresa começou a franquear em 1999. Em 2008, a Dutch Bros fez a transição para um modelo de franquia interna que exigia que os potenciais franqueados trabalhassem para a empresa por um período mínimo de três anos. Isso resultou em uma taxa de continuidade de 97% entre as franquias; entre 2010 e 2015, apenas três por cento de todos os locais de franquia da Dutch Bros fecharam. Em 2017, a Dutch Bros parou de franquear e começou a abrir apenas lojas de propriedade da empresa. Em junho de 2021, os franqueados administravam 264 lojas Dutch Bros e outras 207 eram totalmente de propriedade da empresa. A empresa tem um histórico de compra de franqueados que não atendem aos padrões de atendimento ao cliente da empresa.

## Ofertas do Cardápio
Dutch Bros Coffee se destaca com um cardápio diversificado que atende a uma ampla variedade de preferências. Além das tradicionais bebidas de café quentes e frias, a rede oferece chás, bebidas energéticas, smoothies, chocolate quente, refrigerantes e limonada, garantindo opções para aqueles que não consomem café. Entre os itens exclusivos está o Dutch Bros Mocha, preparado com espresso e leite com chocolate para um perfil de sabor distintamente rico, diferenciando-o de concorrentes como o Starbucks. Inovações sazonais, como o Caramel Pumpkin Brûlée—uma mistura de sabores de abóbora e caramelo salgado, coberta com um fio de abóbora, granulados de açúcar mascavo e espuma 'Soft Top'—destacam a criatividade e a atenção aos detalhes da marca. O cardápio também enfatiza a personalização, com bebidas frequentemente apresentando nomes lúdicos e ingredientes adaptáveis para atender às preferências dos clientes. Esta seleção variada e inventiva está alinhada com o foco da empresa em oferecer qualidade e experiências memoráveis.

## Operações
A Dutch Bros está sediada em Grants Pass, Oregon. É de propriedade majoritária de Travis Boersma, que detém o título de chairman executivo, e Christine Barone é sua presidente e CEO. Em setembro de 2021, a Dutch Bros se tornou uma empresa de capital aberto, vendendo 21 milhões de ações por um total de US$ 484 milhões. Em dezembro de 2023, a empresa empregava aproximadamente 24 000 pessoas, e em maio de 2024, tinha 876 lojas em 17 estados.